# Oscillateur (électronique)
Pour les articles homonymes, voir Oscillateur.

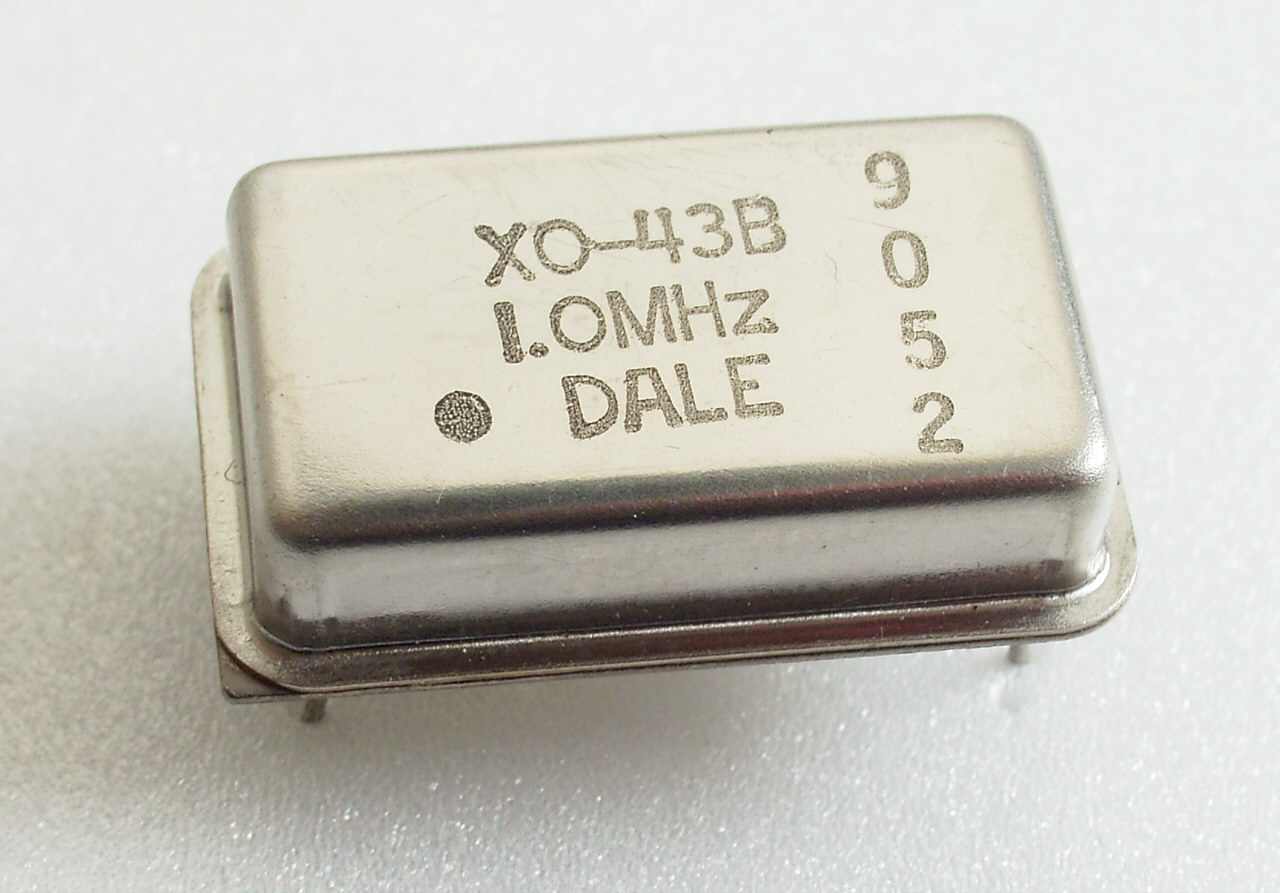
Un oscillateur intégré à quartz.

Un oscillateur électronique est un circuit dont la fonction est de produire un signal électrique périodique, de forme sinusoïdale, carrée, en dents de scie, ou quelconque. L'oscillateur peut avoir une fréquence fixe ou variable. Il existe plusieurs types d'oscillateurs électroniques ; les principaux sont :
- oscillateurs à circuit LC et un étage amplificateur, HF le plus souvent ;
- oscillateurs à déphasage avec étage RC, qui délivrent des signaux sinusoïdaux : l'exemple-type est l'oscillateur à pont de Wien[1] ;
- générateur de créneaux ;
- oscillateur à quartz, très stable et de haute précision grâce à des résonateurs à micro-onde ; ils sont utilisés dans les horloges atomiques.

On attend le plus souvent d'un oscillateur : soit la stabilité de fréquence de ses oscillations, soit la stabilité de l'enveloppe du signal. On classe donc les oscillateurs en deux types : les oscillateurs harmoniques qui produisent un signal sinusoïdal, et les oscillateurs à relaxation, plutôt employés pour la mesure du temps ou le cadencement des processus.
On peut créer des oscillations en exploitant certains effets physiques, comme de traiter des impulsions électriques par une diode Gunn, dont les caractéristiques présentent une résistance apparente négative. On peut ainsi obtenir des signaux très simples.

## Conditionnement du signal

### Amplificateur avec contre-réaction

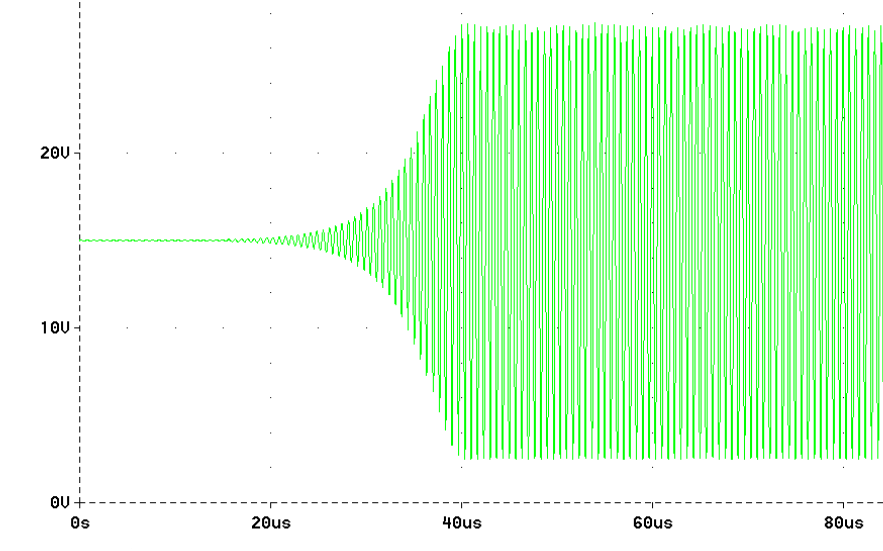
Tension de collecteur d'un oscillateur ondes courtes depuis la mise en contact jusqu’à saturation en amplitude.

On peut fabriquer un oscillateur en connectant un amplificateur à une boucle de contre-réaction convenablement calibrée. En respectant les conditions de mise en oscillation données par le critère de stabilité de Barkhausen, un amplificateur connecté à une boucle de fréquence donnée produit un signal vibratoire continu. Ces conditions se résument à ceci :
1. Pour qu'il y ait un train continu d'oscillations, il faut que le gain de contre-réaction soit exactement de 1[2] ;
2. Pour cette fréquence, le déphasage de la  boucle de contre-réaction doit être un multiple entier de 360°.

D'après la théorie, un gain de contre-réaction qui n’excéderait 1 que de façon minime, entraînerait une croissance indéfinie de l'amplitude des oscillations ; or pour que le circuit se mette spontanément à osciller, il faut bien qu'au démarrage le gain soit supérieur à 1 (cf. graphique ci-contre). Cette contradiction a conduit à préciser le comportement des circuits lorsqu'ils entrent en oscillation (ou cessent d'osciller), en traçant leurs courbes caractéristiques de fonctionnement. Deux phénomènes semblent dicter le comportement physique des circuits oscillants :
1. L'amplification dépend du point de fonctionnement et peut se traduire par une augmentation de gain lorsqu'on augmente la fréquence d'excitation (activation dynamique) ou une diminution de gain de l'amplificateur[Rmq 2] ;
2. Avec une forte puissance, le signal amplifié (la vibration) sature.

En réalité, toutefois, l'amplitude des oscillations est évidemment limitée par la puissance de l'alimentation du circuit.

### Description détaillée

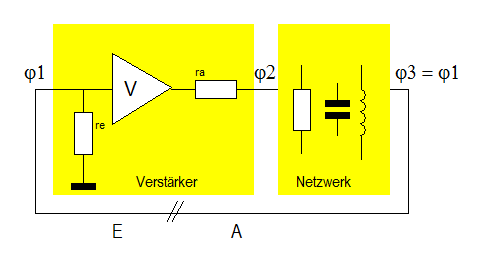
Principe de l'oscillateur à contre-réaction

Les oscillateurs à contre-réaction consistent en un amplificateur et un dipôle passif, dont la réponse dépend de la fréquence. La sortie de l’amplificateur alimente le dipôle, et la sortie du dipôle est elle même connectée en entrée à l’amplificateur (boucle de contre-réaction). Pour comprendre l'origine des oscillations, on peut faire abstraction de la contre-réaction : au lieu d'un circuit, on obtient alors une association de deux dipôles avec entrée (E) et sortie (A). Pour que le circuit fermé développe des oscillations, la phase du signal oscillant de sortie (φ3) doit coïncider avec celle du signal d'entrée φ1 (condition de phase).
Lorsque l’amplificateur crée un déphasage de 180° et que sa réponse est instantanée (délai ou retard nul), il faut que le dipôle passif crée, pour au moins une fréquence, un déphasage complémentaire de 180° afin que le signal de sortie soit en phase (360° = 0°) avec le signal d'entrée. La variation du déphasage du dipôle avec la fréquence d'entrée est représentée par un diagramme de phase.
Dans les oscillateurs à déphasage, le dipôle comporte (au moins) trois étages RC en série (filtre passe-haut ou passe-bas). Si chacun de ces étages crée un déphasage de 60°, il suffit d'en avoir trois pour produire un déphasage total de 180°. Lorsque l'amplificateur n'est pas saturé, la tension de sortie est sinusoïdale.

### Résistance apparente négative
On peut fabriquer un circuit oscillant à courant de fuite à partir d'un composant présentant une résistance différentielle négative : par exemple une diode tunnel ou une diode Lambda, excités, délivrent une tension alternative. La condition est que la résistance du circuit soit nulle. L'alimentation est fournie par un générateur ou une batterie.
Pour les autres topologies d'oscillateur, basées par exemple sur la branche de caractéristique à pente négative comme l'oscillateur à relaxation, le critère de stabilité ne s'applique pas.

## Qualité

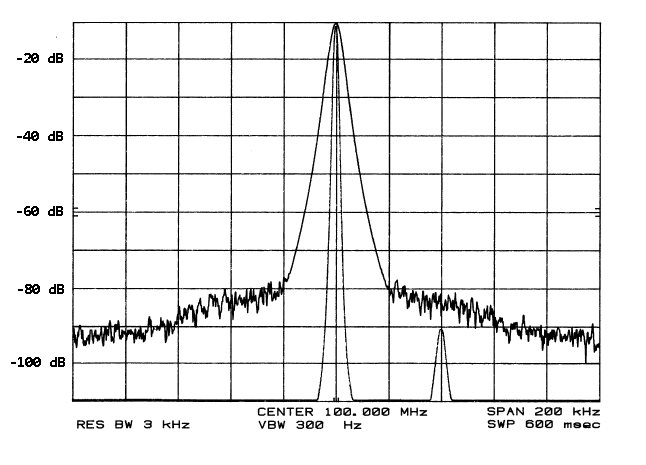
Fluctuations d'un oscillateur à phase asservie dans le domaine des ondes courtes ; avec un oscillateur à quartz, la caractéristique serait verticale.

On juge généralement de la qualité d'un oscillateur à sa stabilité en amplitude, en fréquence et en phase. Lorsqu'on ne peut qualifier statistiquement les oscillations, on parle de « bruit de fond ». Le seul critère vraiment indépendant est le niveau des fluctuations (phénomène de « gigue »), qui caractérise la sensibilité d'un récepteur superhétérodyne placé à côté d'une forte source émettrice. La stabilité par rapport aux fluctuations de la température et de la tension d'alimentation compte aussi beaucoup, et les différents types d'oscillateurs y réagissent de façon variable : la fréquence des oscillateurs à NAND et des oscillateurs à relaxation, par exemple, dépend beaucoup de la stabilité du courant d'alimentation ; alors que pour les circuits LC, l'influence est mineure, voire négligeable pour des oscillateurs à quartz.
Pour les appareils de mesure, l'autre critère capital est naturellement leur précision, qui dépend de la stabilité de l'enveloppe. Dans le cas des oscillateurs harmoniques, on peut l'apprécier grâce au facteur de distorsion. Essentiel pour ce type d'oscillateurs, ce paramètre est pertinent pour beaucoup d'autres formes de signal.

## Utilisation
On se sert d'oscillateurs non-modulés pour cadencer les processeurs d'ordinateur ou des montres à quartz.
Avec les oscillateurs modulés, on maintient dans des limites précises tantôt l'amplitude, tantôt la fréquence ou la phase grâce des circuits particuliers. Il est ainsi possible de transmettre de l'information par modulation du signal. Par exemple :
- transmettre la parole, de la musique ou des flux de données par émetteurs sans-fil à longue distance ;
- rendre ces signaux audibles ou lisibles grâce à un récepteur superhétérodyne (contenant un oscillateur) : radio, télévision, téléphone mobile ;
- synchroniser des oscillateurs à une boucle PLL ;
- altérer le timbre d'un instrument de musique électronique (cf. oscillateur commandé en tension).

## Classification

### Oscillateurs à résonance

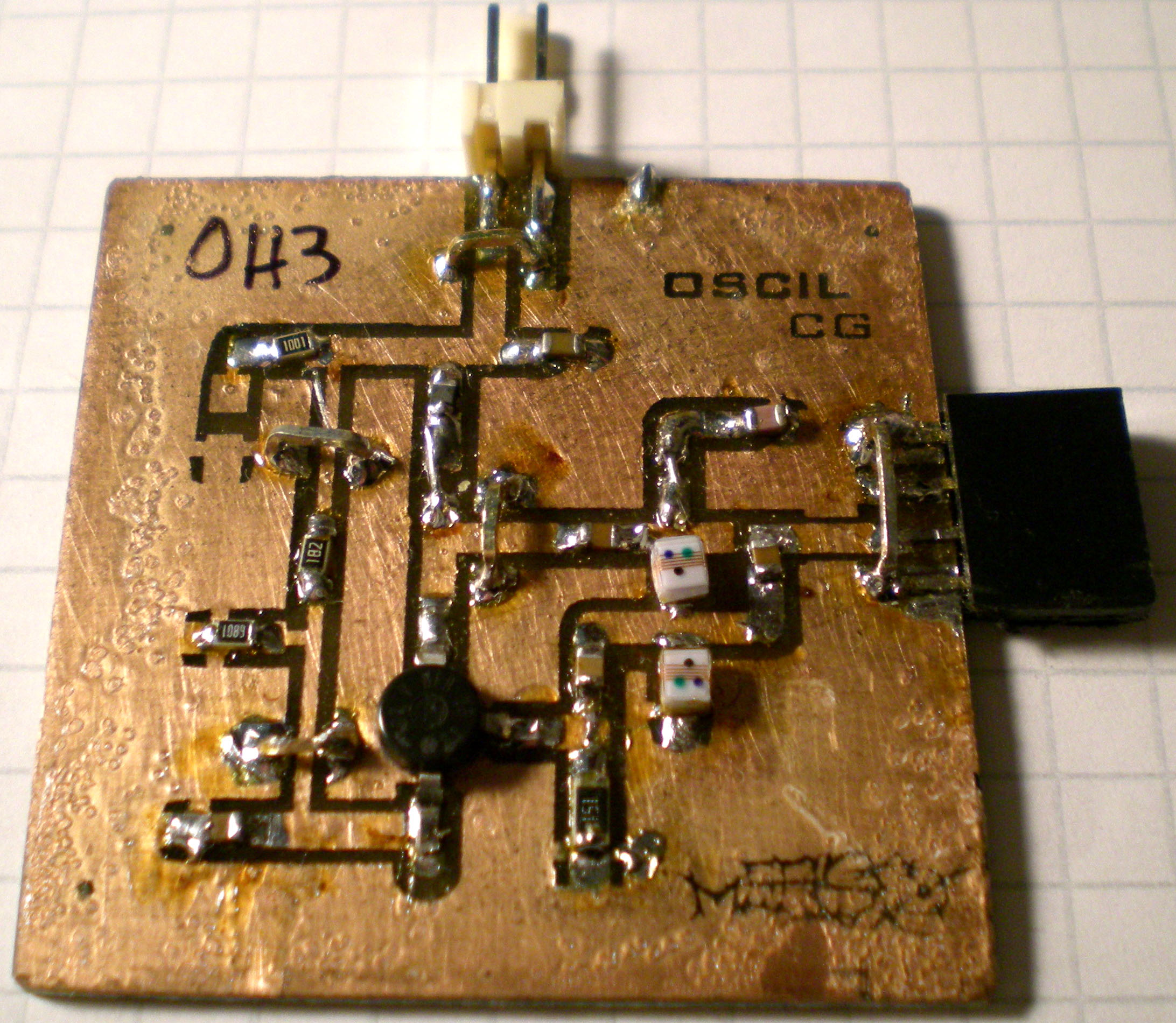
Oscillateur Hartley à base de transistors BFR96 ; les deux bobines sont bien reconnaissables.

Dans un oscillateur à résonance, la fréquence du signal est déterminée par un circuit LC, un quartz ou une céramique. L’oscillateur à résonance délivre un  signal sinuoïdal de fréquence stable. Le principal champ d'application de ces oscillateurs harmoniques est la radiotechnique.
Plusieurs montages permettent de constituer un oscillateur harmonique :
- oscillateur Colpitts ;
- oscillateur Clapp ;
- oscillateur à déphasage ;
- oscillateur Pierce ;
- oscillateur Hartley ;
- oscillateur à variables d'état.

Le magnétron entre aussi dans cette catégorie, bien qu'il soit au premier chef un oscillateur à boucle de délai.
Il faut s'assurer que le résonateur possède facteur de qualité suffisamment élevé, afin que la bande passante du signal obtenu soit limitée par la proximité de la fréquence de résonance : cela réduit le nombre d'harmoniques dans le signal de sortie, lorsque l'étage amplificateur, disons un transistor, est saturé et émet une multitude d'harmoniques. Les oscillateurs à résonance (contrairement aux oscillateurs à pont de Wien) délivrent un signal à enveloppe quasi-sinusoïdale, même sans stabilisation d'amplitude.

### Oscillateurs à boucle de délai

La diode Gunn exploite le temps de parcours moyen des électrons d'un cristal.

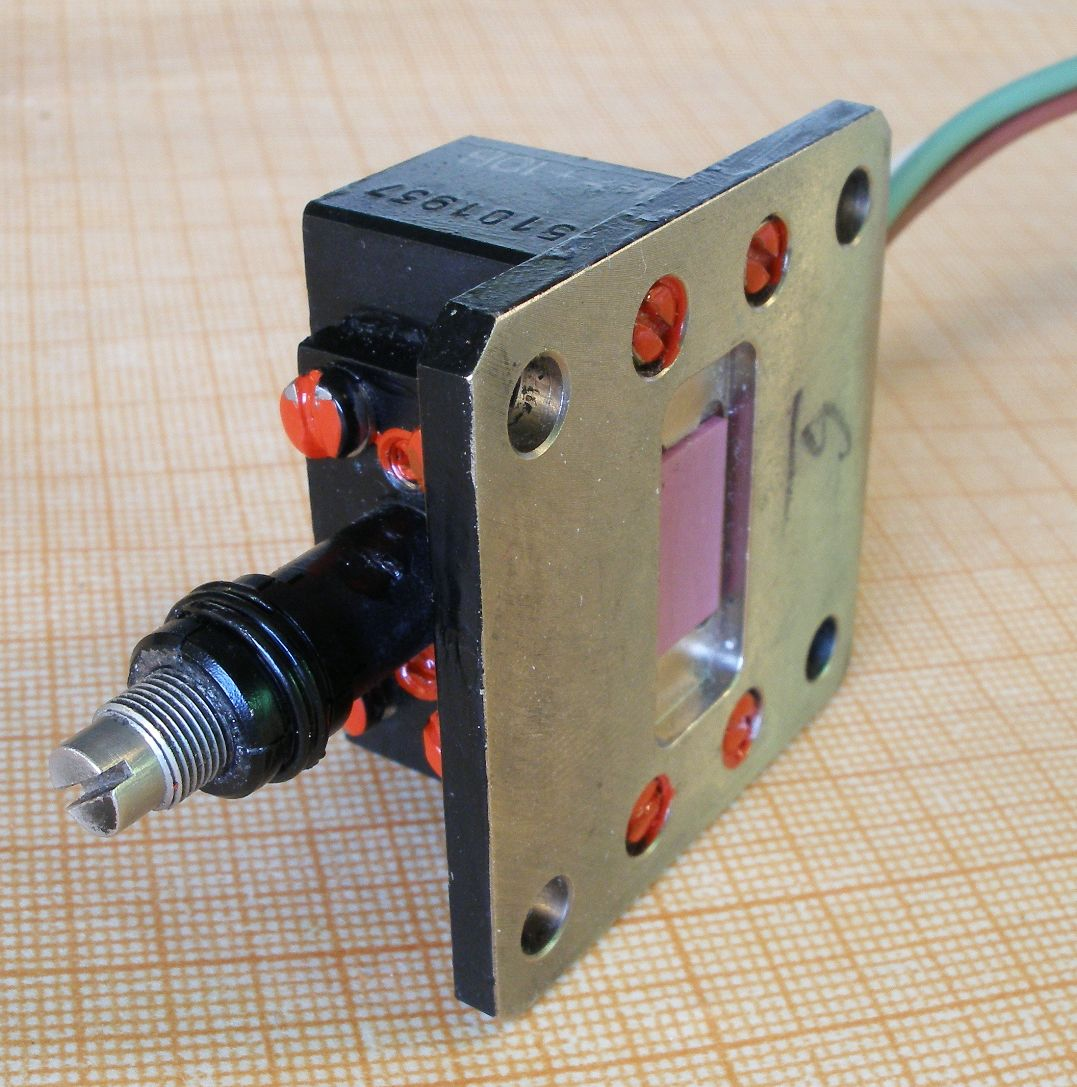
Oscillateur M31102-1 à diode Gunn montée sur une cavité résonnante, avec distorsion par une tension continue (fils au second plan). Le potentiomètre modifie la fréquence de résonance et donc la fréquencede l'oscillateur.

Dans les oscillateurs à boucle de délai, c'est la durée des impulsions des différentes branches du circuit qui détermine la période (donc la fréquence) du signal de sortie. Le générateur de créneaux, avec ses inverseurs en cascade, en fournit un bon exemple ; mais on peut encore ranger dans cette catégorie les oscillateurs comme le « klystron reflex » ou l'oscillateur à diode Gunn, bien que tous deux comportent un circuit oscillant. Dans les oscillateurs à déphasage, la période du signal est déterminée par l'étage RC. Le domaine des oscillateurs à délai empiète en partie sur celui des oscillateurs à relaxation, car l’étage RC de ce dernier type, qui en détermine la fréquence de sortie, peut aussi faire fonction de boucle à retard.
Leur stabilité en fréquence est moyenne.

### Oscillateurs à relaxation
Un oscillateur à relaxation est un circuit LC. Ce n'est d'ailleurs pas un circuit oscillant au sens strict, car l'enveloppe du signal qu'il émet est irrégulière. Sa fréquence de sortie est déterminée par la décharge d'un condensateur à travers un étage RC. Lorsque la tension aux bornes du condensateur atteint un certain seuil, la tension de sortie est inversée (elle bascule) et le condensateur se recharge. Les circuits les plus courants dans ce genre sont le multivibrateur astable et les circuits LC. En accordant précisément ces circuits, on peut délivrer des signaux carrés ou triangulaires. Comme, outre la qualité de l'étage RC, la tension d'oscillation de différents composants conditionne la stabilité du signal de sortie, les oscillateurs à relaxation sont notoirement moins stables que les oscillateurs à résonance, et ils sont impropres à la radiotechnique. En revanche, on exploite cette légère instabilité pour en faire des sirènes électroniques ou des convertisseurs tension-fréquence en métrologie.

## Oscillateurs à paire différentielle
Les oscillateurs modernes cherchent à éviter les inconvénients des circuits classiques du début du XXe siècle (tels l’oscillateur Meissner, l’oscillateur Hartley ou l’oscillateur Colpitts), qui peuvent, lorsque certains composants sont imprécisément ajustés, engendrer des oscillations parasites de quelques GHz ; ces circuits anciens ont tendance à s'atténuer aux basses fréquences, ou à produire un signal de sortie d'enveloppe difforme.
Une des voies pour cela consiste à utiliser une paire différentielle à deux transistors. Sur les figures ci-dessous, on a représenté une variante à transistors NPN qui permet (selon les caractéristiques de l'oscillateur LC) d'obtenir une fréquence comprise entre 50 kHz et 40 MHz. L'autre circuit utilise des transistors PNP et donne des signaux de fréquence comprise entre 1 Hz et 500 kHz. Dans cet oscillateur, le circuit oscillant est sous tension nulle, ce qui est un avantage (le pôle négatif est en général le point de référence pour toutes les mesures).
La qualité du spectre de ce genre d'oscillateur est d'autant meilleure que la contre-réaction est faible (c'est-à-dire juste suffisante pour amorcer les oscillations). Avec les amplificateurs différentiels, la saturation en amplitude est plus progressive qu'avec les circuits oscillants passifs : cela limite la profusion d'harmoniques.

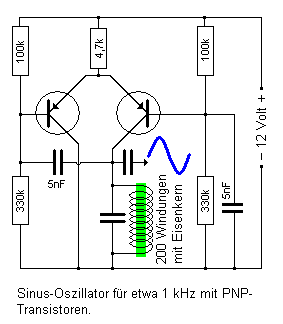
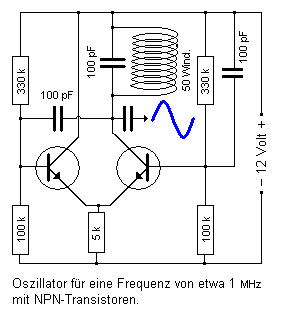

## Remarques
1. ↑  La subtilité tient au sens du mot « convenablement ». Les praticiens ont ainsi coutume de dire : « Un oscillateur ne vibre jamais ; un amplificateur toujours. »
2. ↑  Les propriétés non-linéaires de l'amplificateur peuvent provoquer une tension aux bornes d'un condensateur pour laquelle le  point de fonctionnement est tellement loin que les oscillations disparaissent. Dans un tel cas, le mécanisme est l'apparition d'oscillations harmoniques modulées par des oscillations de relaxation d'amplitude décroissante. C'est pourquoi en pratique le modèle linéaire élémentaire est insuffisant pour décrire entièrement le comportement d'un oscillateur.